# NGC 520
NGC 520 è una coppia di galassie a spirale tra loro interagenti situata nella costellazione dei Pesci a una distanza di poco inferiore ai 100 milioni di anni luce.

## Descrizione
NGC 520 è costituita da coppia di galassie la cui interazione sembra essere cominciata 300 milioni di anni fa. I dischi delle due galassie sono in uno stadio iniziale di fusione e negli spettri permangono due sistemi di velocità distinti e due piccole code. I due nuclei sono ancora separati e uno dei due è anche una regione H II. Osservato al telescopio, l'oggetto mostra un aspetto cometario. NGC 520 compare anche nell'Atlas of Peculiar Galaxies (Arp 157) redatto da Halton Arp, come esempio di galassie perturbate per l'assorbimento interno di materia e con una luminosità nell'infrarosso e nella banda radio paragonabile a quella delle Galassie Antenne.
La componente principale appare vista di taglio, facendola apparire meno luminosa nella banda ottica. La componente secondaria è meno brillante, ma con una massa superiore ed è posizionata a nordovest. Le due componenti sono separate da una cortina scura di polveri. La regione galattica al di fuor dei nuclei sembra aver avuto un periodo di accresciuta formazione stellare nelle fasi iniziali del processo di interazione.
Nelle vicinanze della coppia di galassie interagenti sono presenti due galassie nane; una di esse, designata UGC957, è posizionata nella coda di marea settentrionale e potrebbe essersi formata come effetto dell'interazione.
Ai raggi X, la coppia di galassie mostra una luminosità che è circa la metà di quella che si attenderebbe in base al livello di interazione. L'analisi dei gas e delle polveri indica che la componente secondaria è povera di gas. Gran parte della formazione stellare deve perciò essere avvenuta nella componente posta a sudest che è ricca di gas. Sono state individuate 15 sorgenti di raggi X, molte delle quali mostrano anche una variabilità di lungo periodo. C'è evidenza di un forte vento stellare, conseguente all'attività di formazione stellare.
La coppia di galassie presenta una larga riga a 21 cm dell'idrogeno neutro.

## Scoperta
NGC 520 è stata scoperta il 13 dicembre 1784 dall'astronomo britannico William Herschel.

## Gruppo di NGC 470
NGC 520 fa parte del Gruppo di NGC 470, un raggruppamento che contiene almeno 13 galassie tra cui NGC 470, NGC 474, NGC 485, NGC 488, NGC 489, NGC 502, NGC 516, NGC 518, NGC 520, NGC 522, NGC 524, NGC 525 e NGC 532
Nel loro articolo comparso nel 2006, Sengupta e Balasubramanyam includono in questo gruppo altre 4 galassie luminose nel dominio dei raggi X, NGC 509, IC 101, IC 114 e CGCG 411-0458 (PGC 4994. 
NGC 509 e le ultime 3 galassie menzionate nella lista (IC 101, IC 114 e CGCG 411-058) sono localizzate nella stessa regione di cielo e si trovano a una distanza paragonabile a quella del gruppo di NGC 470. È pertanto ragionevole ritenere che facciano parte dello stesso raggruppamento di galassie.